# لي داهي
لي داهي أو لي دا هي (بالهانغل: 이다희) (بالإنجليزية: Lee Da-hee)‏ (15 مارس 1985 - )؛ ممثلة تلفزيون وسينما، وعارضة أزياء كورية جنوبية. دخلت المجال الفني في عام 2002، وهي بعمر السابعة عشر، وكان أول ظهور لها في مسلسل تلفزيوني في عام 2003، وكان بعنوان ألف سنة من الحب (بالهانغل: 천년지애)، بينما ظهورها السينمائي الأوّل كان في فيلم كوميدي في عام 2008، بعنوان: تسليم حب (بالهانغل: 흑심모녀)؛ بدور جانغ ناراي (بالهانغل: 장나래).

## أعمالها
- تأمين الطلاق (2025)[6]
- جزيرة (2022)[7]
- الحب الذي سيتجمد حتى الموت (2022)[8]
- لوكا: البداية (2021)[9]
- المتمردات (2019)
- الجمال الداخلي (2018)
- الحب السري (2013)
- أستطيع أن أسمع صوتك (2013)
- الأسطورة (2007)
- المدينة الجوية (2007)

## وصلات خارجية
- لي داهي على موقع IMDb (الإنجليزية)
- لي داهي على موقع قاعدة بيانات الفيلم (الإنجليزية)
- لي داهي على موقع كينوبويسك (الروسية)
- الموقع الرسمي